# Benejúzar (kommun)
Benejúzar är en kommun i Spanien.   Den ligger i provinsen Provincia de Alicante och regionen Valencia, i den sydöstra delen av landet, 400 km sydost om huvudstaden Madrid. Antalet invånare är 5 425.